# 天津敏
天津 敏（あまつ びん、1921年2月16日 - 1979年7月24日）は、日本の俳優。本名は天都 敏（あまつ とし、旧姓：佐藤）。身長182cmの体格、ドスの利いた声、鋭い眼光などを活かし、映画・テレビドラマで悪役・敵役スターとして活躍した。宮城県桃生郡河南町（現・石巻市）出身。

## 来歴
両親および兄弟はすべて教員という一家に育つ。歌と水泳が得意な少年だったという。宮城県師範学校を卒業後、教職に就く。戦時中は海兵団で少年兵の教官の職にあった。1944年に結婚、婿養子となり姓を天都（あまつ）とした。戦後は教職から離れ、鎌倉の夫人の実家の工場を手伝い、水道工事などの仕事をしていた。戦後、教職を離れたのは、戦前と正反対の教育をすることはできないという理由であった。鎌倉に居を構えた1953年に、32歳で東宝ニューフェイスとして映画界入りした。東京映画制作の作品では端役ばかりだったが、1955年にTBSのオーディションに合格し、テレビ黎明期の生放送時代劇に出演し始める。
1959年のテレビドラマ『豹の眼』を皮切りに宣弘社制作のテレビ作品で主に悪役として活躍する。忍者ブームを巻き起こしたテレビドラマ『隠密剣士』でも第1部から出演しているが、1963年の第5部で演じた風魔小太郎が初の当たり役となった。1964年には映画『忍者狩り』で演じた敵方の頭目・闇の蔵人が、映画『隠密剣士』を手がけたプロデューサー・俊藤浩滋や監督・マキノ雅弘の目に止まる。任侠映画にも起用され始め敵役の常連となり、アクション映画では千葉真一の『激突! 殺人拳』（1974年）や志穂美悦子の『必殺女拳士』（1976年）などで主人公を追い詰める強敵・難敵を演じている。時代劇でも悪役スターとして数多くの作品に出演しており、テレビドラマ『水戸黄門』第5部（1974年）の鉄羅漢玄竜、『仮面の忍者 赤影』第1部・第2部（1967年）の甲賀幻妖斉などが代表的な悪役・敵役である。
対照的に善人役では映画『黒い画集　ある遭難』（1961年）の両脚を失った陽気な登山家、『喜劇　駅前弁当』（前同）の優しい駅員、『日本大侠客』（1966年）の主人公に協力的な博徒、『五人の賞金稼ぎ』（1969年）の一揆で直訴する百姓、テレビドラマ『快傑ハリマオ』第5部（1961年）でハリマオの仲間で正義感あふれる熱血漢・村雨五郎、『火の国に』（1976年）ではヒロインを陰に陽に支える好人物・長谷川社長に扮するなど、悪役・敵役に留まらず幅広い役柄を演じた。
1979年6月、脳内出血に倒れ、7月24日、心不全で死去。58歳没。1981年に欧米で封切り公開された映画『武士道ブレード』が遺作となった。

## 人物
『赤影』で共演した青影役の金子吉延は「怖い顔してるけど、すごく優しい人だった」と思い出を語っている。宣弘社のプロデューサーだった野木小四郎も「とにかく温厚で、全く怒ったりしない。スタッフでも天津さんのことを悪く言う人などいなかった」と評している。
『赤影』で共演した赤影役の坂口祐三郎によると、天津は甲賀幻妖斎では楽しそうにメイクしていたとのことで「第2部 まんじ党編」ではメイクや髪形を変え、かなり遊びの要素を入れていた。金子も天津が幻妖斎役を気に入っていたと証言しており、赤影に倒されるシーンのテストでは「もっと出たい」というアドリブを入れていたという。

## 出演

### 映画
- 北海の虎（1953年、東京映画）- 捕鯨船の船員
- 母の初恋 （1954年、東宝 ）（ノンクレジット）
- あんみつ姫 （1954年、東宝） - 塩野飴内
- やがて青空 （1955年、東宝） - 大熊
- 女囚と共に（1956年、東京映画）- 原妙子の恋人
- おしゃべり社長 （1957年、東宝） - 平和玩具KK社員
- 三十六人の乗客 (1957年、東宝) - 安西刑事
- 黒い画集 ある遭難 （1961年、東宝） - 土岐真吉
- 喜劇 駅前弁当 （1961年、東宝） - 駅員
- 南の島に雪が降る（1961年、東宝）
- 娘と私（1962年、東京映画）- 刑事
- 隠密剣士 （1964年、東映） - 甲賀竜四郎
- 続隠密剣士 （1964年、東映） - 風摩小太郎
- 忍者狩り （1964年、東映） - 闇の蔵人
- ミスター・ジャイアンツ 勝利の旗 （1964年、東宝） - 刑事
- 日本侠客伝シリーズ （1964年 - 1970年、東映）
  - 日本侠客伝（1964年、東映）- 沖山剛造
  - 日本侠客伝 浪花篇（1965年、東映）- 黒木
  - 日本侠客伝 関東篇（1965年、東映）- 郷田勢之助
  - 日本侠客伝 血斗神田祭（1966年、東映）- 大貫猪三郎
  - 日本侠客伝 雷門の決斗（1966年、東映）- 青木
  - 日本侠客伝 白刃の盃（1967年、東映）- 根占揆一
  - 日本侠客伝 斬り込み（1967年、東映）- 勝又三吉
  - 日本侠客伝 花と龍 （1969年、東映）- 伊崎仙吉
  - 日本侠客伝 昇り龍（1970年、東映）- 有田喜造
- 間諜（1964年、東映） - 波藤隼人
- 徳川家康 （1965年、東映） - 大久保新十郎
- 大忍術映画 ワタリ （1966年、東映） - 楯岡の道順
- 怪竜大決戦 （1966年、東映） - 結城大乗[注 3]
- 日本大侠客（1966年、東映） - 花山精吉
- 丹下左膳 飛燕居合斬り（1966年、東映） - 蒲生泰軒
- 燃えよ剣（1966年、松竹） - 清河八郎
- 牙狼之介地獄斬り（1967年、東映） - 桧笠甚六
- 博奕打ち 一匹竜（1967年、東映） - 鬼若五郎
- 昭和残侠伝 血染の唐獅子 （1967年、東映） - 三日仏
- 河内遊侠伝 （1967年、東映） - 浜村栄蔵
- 人間魚雷 あゝ回天特別攻撃隊 （1968年、東映） - 三好中佐
- 緋牡丹博徒 一宿一飯 （1968年、東映） - 笠松弥一郎
- 極悪坊主 人斬り数え唄 （1968年、東映） - 曽我部大寛
- 兄弟仁義 関東命知らず （1968年、東映） - 鳴海軍治
- 極道（1968年、東映） - 八ツ藤武
- 帰ってきた極道 （1968年、東映） - 仁丹
- 旅に出た極道 （1969年、東映） - 黒沼
- めくらのお市物語 真赤な流れ鳥（1969年、松竹）- 伝蔵
- 女親分 喧嘩渡世（1969年、東映） - 富樫国典
- 渡世人列伝 （1969年、東映） - 豪楽寺
- 五人の賞金稼ぎ （1969年、東映） - 冶三郎
- やくざ刑事 （1970年、東映） - 阿久津宏
- 極道釜ヶ崎に帰る（1970年、東映） - 唐沢
- 玄海遊侠伝 破れかぶれ （1970年、大映） - 柳川代議士
- シルクハットの大親分 （1970年、東映） - 陸軍中佐・鬼頭太一郎
- 遊侠列伝 （1970年、東映） - 泉熊太郎
- 不良番長 暴走バギー団 （1970年、東映） - 二階堂修造
- 懲役太郎 まむしの兄弟 （1971年、東映） - 山北達平
- 傷だらけの人生 （1971年、東映） - 半田謙三
- 不良番長 やらずぶったくり （1971年、東映） - 榊清之助
- 純子引退記念映画 関東緋桜一家 （1972年、東映） - 大寅
- ゾロ目の三兄弟 （1972年、東映） - 関根林蔵
- 日本暴力団 殺しの盃 （1972年、東映） - 青木寅市
- 男の代紋 （1972年、東映） - 大滝剛平
- 日陰者 （1972年、東映） - 栗原常松
- 東京-ソウル-バンコック 実録麻薬地帯 （1973年、東映） - 藤堂宗雄
- 女番長 （1973年、東映） - 淀博丈
- 三池監獄 兇悪犯（1973年、東映） - 河津源蔵
- 子連れ狼 冥府魔道 （1973年、東宝 / 勝プロ） - 菊池弥門
- 激突! 殺人拳 （1974年、東映） - 盲狼公
- 忘八武士道 さ無頼 （1974年、東映） - 棚橋才兵衛
- 山口組外伝 九州進攻作戦 （1974年、東映） - 元達文
- 仁義なき戦い 完結篇 （1974年、東映） - 河野幸二郎
- 極悪拳法 （1974年、東映） - 鄭
- 女必殺拳 （1974年、東映） - 角崎重臣
- 任侠花一輪（1974年、東映） - 大和田剛一
- 華麗なる追跡 （1975年、東映） - 猪俣越夫
- けんか空手 極真無頼拳 （1975年、東映） - 藤村富蔵
- 資金源強奪 （1975年、東映） - 芥川信義
- 日本暴力列島 京阪神殺しの軍団 （1975年、東映） - 中本初太郎
- 東京ふんどし芸者（1975年、東映） - 銭村
- 必殺女拳士 （1976年、東映） - 二階堂弘宣
- 子連れ殺人拳 （1976年、東映） - 平尾鬼一郎
- 任侠外伝 玄海灘 （1976年、ATG） - 久保田
- 北陸代理戦争 （1977年、東映） - 元村武雄
- 突然、嵐のように （1977年、松竹） - 南
- 俺の空 （1977年、東宝） - 黒崎組長
- 多羅尾伴内  （1978年、東映） - 望月八郎
- 冬の華 （1978年、東映） - 中井俊助
- 赤穂城断絶 （1978年、東映） - 梶川惣兵衛
- がんばれ!ベアーズ大旋風 -日本遠征- （1978年、パラマウント映画）
- 武士道ブレード （1979年、アメリカ・イギリス合作） - 山崎伝之進 ※遺作
- 動乱 （1980年、東映） - 水沼鉄太郎少将

### テレビドラマ
- 豹の眼（1959年 - 1960年、KR / 宣弘社） - ジャガー
- 快傑ハリマオ 第5部「風雲のパゴダ」（1961年、NTV / 宣弘社） - 村雨五郎
- 隠密剣士シリーズ（TBS / 宣弘社）
  - 隠密剣士（1962 - 1965年） ※大瀬康一版
    - 第1部「隠密剣士」
      - 第3話「廣野の剣風」（1962年） - 飛騨屋の用心棒・錣典膳
      - 第9話「盲目の剣客」（1962年） - 盲目の浪人・天堂左馬之助

    - 第2部「忍法甲賀衆」第7 - 9話（1963年） - 甲賀十三人衆・蜘蛛の幻蔵
    - 第3部「忍法伊賀十忍」第3、4、6 - 12話（1963年） - 伊賀十忍の小頭・水口幻斉
    - 第4部「忍法闇法師」第1 - 3、5 - 8、10 - 13話（1963年） - 水口幻斉
    - 第5部「忍法風摩一族」第1 - 10、12、13話（1963年） - 風摩一族の頭領・風摩小太郎
    - 第6部「続 風摩一族」（1964年） - 風摩小太郎
    - 第8部「忍法まぼろし衆」第1、2、4 - 13話（1964年） - 甲賀五十三家筆頭忍者・甲賀の金剛
    - 第9部「傀儡忍法帖」第1 - 5、8 - 10話（1964年） - 甲賀の金剛
    - 第10部「変幻忍法帖」第3、4、6 - 9、11 - 13話（1965年） - 甲賀の金剛

  - 新隠密剣士 第3部「黒潮忍法帖」（1965年） - 黒潮党の頭領・戸隠幻鬼 ※林真一郎版
  - 隠密剣士（1973年） - 赤目幻幽斎 ※荻島真一版
  - 隠密剣士 突っ走れ! 第13話「悪だくみを斬る信太郎」・第14話「暗闇首領を斬る信太郎」（1974年） - 赤目幻幽斎
- 素浪人 月影兵庫 第1シリーズ 第18話「浜の千鳥が啼いていた」（1966年、NET / 東映） - 間弥十郎
- 銭形平次（CX / 東映)
  - 第19話「帰らぬ鳩」（1966年） - 馬場陣内
  - 第157話「妄執の刃」（1969年） - 辰五郎
  - 第212話「黒い矢」（1970年） - 市兵衛
  - 第279話「旗本無頼」（1971年） - 石川大学
  - 第292話「平次撃たれる」（1971年） - 龍神の五郎蔵
  - 第380話「朧夜の甘い匂い」（1973年） - 田尻嘉平次
  - 第402話「第402話「父と子と」（1974年） - 狐火の甚五郎
  - 第490話「おっ母あ!」（1975年） - 儀十
  - 第535話「俺の十手は俺の手で」（1976年） - 閻魔の伝蔵
  - 第582話「夫婦坂」（1977年） - 鬼夜叉の藤三
  - 第668話「危機一髪! 辰の下刻」（1979年） - 唐津屋政五郎
- 名探偵明智小五郎シリーズ 怪人四十面相（1966年、NTV / 宣弘社） - 怪人四十面相
- 仮面の忍者 赤影 第1話「怪物蟇法師」〜第26話「大爆發」（1967年、KTV / 東映） - 甲賀幻妖斉
- 素浪人 花山大吉（NET / 東映）
  - 第31話「狂った奴ほど強かった」（1969年） - 阿座上烈鬼
  - 第84話「地獄の槍が呼んでいた」（1970年） - 坂田三左衛門
- 水戸黄門（TBS / C.A.L）
  - 第1部 第31話「乱斗 鷹ノ巣峠 -忍-」（1970年） - 榊原十太夫
  - 第2部 第19話「浪人街の決斗 -諏訪-」（1971年） - 鬼頭七十郎
  - 第4部
    - 第7話「消えた雛人形 -新発田-」（1973年） - 吉岡左門
    - 第26話「黄金の誘惑 -白石-」（1973年） - 岩崎弥九郎

  - 第5部 （1974年） - 鉄羅漢玄竜
  - 第9部 第7話「裁かれたジャジャ馬姫 -盛岡-」（1978年） - 大迫一角
  - 第10部 第3話「狐が化けたお姫様 -小田原-」（1979年） - 大場甚内
- 遠山の金さん捕物帳（NET / 東映）
  - 第3話「鼠が愛した女」（1970年） - 堀田伝八郎
  - 第31話「よみがえらせた女」（1971年） - 遠州屋治三郎
  - 第106話「女房と二度別れた男」（1972年） - 浪人
- 大岡越前（TBS / C.A.L）
  - 第1部 第27,28話「天一坊事件(前・後篇)」 (1970年9月14日,21日) - 赤川大膳
  - 第2部 第15話「煙草屋喜八」（1971年8月23日） - 久保寺幸之進
  - 第3部 第15話「天狗の眠り」（1972年9月18日） - 銀次
  - 第4部 第25話「天下を裁く名奉行」（1975年3月24日） - 大室玄蕃
- 柳生十兵衛 第18話「隠密子守唄」・第19話「南国慕情」（1971年、CX / 東映） - 島津家久
- 徳川おんな絵巻 第34話「母恋い三度笠」・第35話「涙の祭り囃子」（1971年、KTV / 東映） - 蜂須賀刑部
- 清水次郎長 第22話「花一輪 渡世の女」（1971年、CX /  東映 / タケワキプロ）　- 万屋仙造
- 世なおし奉行 第4話「関八州罷り通る」（1972年、NET / 東映） - 桶川人鬼
- 忍法かげろう斬り 第24話「忍者狩り始末」（1972年、KTV / 東映） - 久保田監物
- 長谷川伸シリーズ 第11話「三ツ角段平」（1972年、NET / 東映） - 鷹の茂十
- 快傑ライオン丸 第40話「大魔王ゴースン 再び怒る」・第41話「大魔王ゴースン あの胸を狙え!」（1972年 - 1973年、CX / ピープロ） - 豪山（ゴースン人間体）
- 大江戸捜査網（12ch / 第1･2シリーズ日活･第3シリーズ三船プロ）
  - 第131話「火を招く狼の群れ!」（1974年） - 田尻
  - 第268話「撃滅! 江戸の黒い霧」（1976年） - 塚田主膳
  - 第372話「除夜の鐘は皆殺しの調べ」（1978年） - 西脇主膳
  - 第384話「大爆破を招く恐怖の大凧」（1979年） - 風魔玄斎
  - 第398話「島破り 執念の逃亡者」（1979年） - 藤田
- おしどり右京捕物車 第3話「讐（かたき）」（1974年、ABC / 松竹） - 浅造
- ご存知遠山の金さん 第44話「地獄の死者も金次第」（1974年、NET / 東映） - 鉄心
- 右門捕物帖（1974年、NET / 東映）
  - 第25話「影を斬る男」- 橘屋藤兵衛
  - 第39話「黄金の墓」
- 白い牙 第24話「復讐の呼び声」・第25話「復讐の炎」（1974年、NTV / 大映テレビ） - 大伴徳雄（大伴不動産社長）
- 特捜記者 犯罪を追え 第24話「青春は傷つく」（1974年、KTV / 松竹）
- おんな浮世絵 紅之介参る! 第3話「長屋に燃える人情」（1974年、NTV / ユニオン映画）
- プレイガールQ （12ch / 東映）
  - 第5話「ハイティーン残酷私刑」（1974年） - 黒沼
  - 第25話「連れ込みホテル殺人事件」（1975年） - 名倉辰造
  - 第35話「可愛いあばずれ」（1975年) - 山部
- 必殺シリーズ（ABC / 松竹）
  - 暗闇仕留人
    - 第15話「過去ありて候」（1974年） - 森田屋惣兵衛
    - 第26話「拐かされて候」（1974年） - 与力名島

  - 必殺必中仕事屋稼業 第6話「ぶっつけ勝負」（1975年） - 吉五郎
  - 必殺仕業人 第22話「あんたこの迷惑をどう思う」（1976年） - 間監物（伊達藩家老）
  - 必殺からくり人 第9話「食えなければ江戸へどうぞ」（1976年） - 高田屋惣兵ヱ
  - 新・必殺仕置人
    - 第22話「奸計無用」（1977年） - 油問屋 松崎屋徳兵ヱ
    - 第37話「生命無用」（1977年） - 大黒屋七兵ヱ

  - 翔べ! 必殺うらごろし 第10話「女は子供を他人の腹に移して死んだ」（1979年） - 坂崎右近
  - 必殺仕事人 第5話「三十両で命が買えるか?」（1979年） - 松吉 ※岩崎良美の義父で善人役
- 運命峠 第13話「百万両の遺産」（1974年、KTV / 東映） - 佐渡屋甚九郎
- 伝七捕物帳 第71話「むすめ捕物花ざかり」（1975年）-徳次郎
- ご存じ金さん捕物帳 第19話「辻斬り地獄唄」(1975年、NET / 東映） - 山野井
- 鬼平犯科帳 第16話「盗賊婚礼」（1975年、NET / 東宝）
- バーディー大作戦 第50話「神出鬼没! おしゃれ泥棒」（1975年、TBS / 東映） - 偽札組織のボス
- ザ★ゴリラ7（NET / 東映）
  - 第6話「お湯に群がる野獣ども」（1975年） - 桜木（桜木興業会長）
  - 第25話「誘拐されたシンデレラ」（1975年） - 寺沢
- 剣と風と子守唄 第14話「地獄に恋した野郎ども」（1975年、NTV / 三船プロ） - 鬼頭亥十郎
- 非情のライセンス（NET / 東映）
  - 第2シリーズ 第40話「兇悪の棺桶」（1975年） - 神戸社長
  - 第2シリーズ 第87話「兇悪の弾痕」（1976年） - 門脇
- 長崎犯科帳 第4話「闇の中の闇奉行」（1975年、NTV / ユニオン映画） - 京極屋宗兵衛
- 影同心 第25話「相合傘の殺し節」（1975年、MBS / 東映） - 立花新八郎
- 影同心II 第9話「山茶花一輪武士の首」（1975年、MBS / 東映） - 叶屋利兵衛
- 遠山の金さん 杉良太郎版（NET～ANB / 東映） 
  - 第1シリーズ 第4話「神隠しをあばけ!」（1975年） - 宗助
  - 第1シリーズ 第41話「今ひとたびの青春に哭け!!」（1976年） - 根来伝蔵
  - 第1シリーズ 第83話「しじみに咲く花」（1977年） - 辺見十郎左
  - 第1シリーズ 第100話「忍び絵図を掏った娘」（1977年） - 夜鴉の庄兵衛
- 夜明けの刑事 第73話「私の幸せは今日でお終い!!」（1976年、TBS / 大映テレビ） - 稲葉
- 隠し目付参上 第5話「これにて一件落着か」（1976年、MBS / 三船プロ） - 重五郎
- お耳役秘帳 第17話「お耳役狩り」（1976年、KTV / 歌舞伎座テレビ） - 黒木典膳
- 火の国に（1976年 - 1977年、NHK） - 長谷川社長
- 徳川三国志 第23話「江戸の毒を斬れ！」（1976年、NET / 東映）- 田沢大二郎
- 桃太郎侍（NTV / 東映）
  - 第11話「夜桜小僧 闇に哭く」（1976年） - 寺田新兵ヱ
  - 第33話「のれん分け油地獄」（1977年） - 黒川内膳
  - 第73話「十手と恋と初手柄」（1978年） - 並木左近
  - 第81話「瞼に咲いた白い花」（1978年） - 小森右京太夫
  - 第123話「別れに泣いた信州路」（1979年） - 岩佐の砂五郎
  - 第134話「通り雨に消えた女」（1979年） - 波屋元六
- 破れ傘刀舟 悪人狩り 第119話「初春の虹を越えて」（1977年、NET / 三船プロ） - 下坂大膳（油奉行）
- 新・座頭市 第27話「旅人の詩」（1977年、CX / 勝プロ） - 京屋元義
- 破れ奉行 第2話「血風! 世直し快速船」（1977年、ANB / 中村プロ） - 吉田屋
- 人形佐七捕物帳 第4話 過去を見失った男 (1977年、ANB / 東映) - 遠州屋仁吉
- 怪人二十面相 第20話「対決! 魔術師 二十面相に挑戦」（1977年、CX / 大映テレビ）
- 達磨大助事件帳 第6話「血染めの恋友禅」（1977年、ANB / 前進座 / 国際放映） - 大津屋
- お昼のテレビ小説 華うるし （1977年、CX / 国際放映） - 中条宗太郎
- ロボット110番 第34話「ガンちゃんの贈りもの」（1977年、ANB / 東映）
- 気まぐれ本格派 第13話「一寛の恋も一巻の終り」（1978年、NTV）
- 柳生一族の陰謀（KTV / 東映）
  - 第3話「駿府の黒い影」（1978年） - 天野刑部
  - 第21話「夕焼けに恨みが残った」（1979年） - 相良源之進
- 吉宗評判記 暴れん坊将軍（ANB / 東映）
  - 第1話「春一番! 江戸の明星」（1978年） - 鬼沢兵衛
  - 第24話「七里飛脚は鬼より恐い」（1978年） - 武州屋伊右衛門
  - 第62話「黄金の闇に花一輪」（1979年） - 大久保丹後守
- 特捜最前線 第68話「誘拐・東京-函館縦断捜査!」・第69話「誘拐II・パニックイン・函館!」（1978年、ANB / 東映） - 勝原秀一郎
- 西遊記 第14話「地震妖怪! なまず大王の謎」（1979年、NTV / 国際放映） - 鯰震魔王
- 同心部屋御用帳 江戸の旋風IV 第11話「友情一路」（1979年、CX / 東宝） - 夜桜の弥次郎
- 破れ新九郎 第16話「流浪の女 おゆう」（1979年、ANB / 中村プロ） - 黒部玄馬
- 江戸を斬るIV 第7話「初恋が解いた殺しの鍵」（1979年、TBS / C.A.L） - 赤鴉の才蔵
- 八丁堀暴れ軍団 第3話「必殺の短筒が歓びを裂いた」（1979年、12ch / C.A.L） - 仁王の弥平
- 江戸の激斗 第3話「鉄砲道の決斗」（1979年、CX / 東宝） - 矢倉井典馬
- 土曜ワイド劇場 / 生きていた死美人 病院偽装殺人 （1979年、ANB / 大映映像）

### 吹き替え
- テキサス決死隊（テレビシリーズ、1960年、TBS）- ウィラード・パーカー
- ミステリーゾーン（1963年、TBS / 千代田プロダクション） - フレッチャー[10]
- ジャバへの順風(1964年、日本テレビ版)　-カン/パタダ
- デンヴァーの狼(1964年、日本テレビ版)-ハンセカー
- 谷間の争い（デュークス/アーチー・ダンカン)
- ゴリラの復讐(ギャルソン警部/リーjコッブ)
- 大草原の小さな家第4シーズン